# Autocorrelación
La autocorrelación o dependencia secuencial es una característica que consiste en, elementos cercanos en el espacio o en el tiempo se parecen más entre sí que con respecto a elementos más lejanos, solamente por el hecho de estar cerca. Es a su vez una herramienta estadística utilizada frecuentemente en el procesado de señales.
La función de autocorrelación se define como la correlación cruzada de la señal consigo misma. La función de autocorrelación resulta de gran utilidad para encontrar patrones repetitivos dentro de una señal, como la periodicidad de una señal enmascarada bajo el ruido o para identificar la frecuencia fundamental de una señal que no contiene dicha componente, pero aparecen numerosas frecuencias armónicas de esta.
Los procesos de raíz unitaria, autorregresivos, de tendencia estacionaria y de media móvil; son ejemplos de procesos con autocorrelación.

## Definiciones de la función de autocorrelación
Dependiendo del campo de estudio se pueden definir diferentes tipos de autocorrelación sin que estas definiciones sean equivalentes. En algunos campos se utiliza indistintamente las funciones de autocorrelación y de autocovarianzas, dado que ambas sólo difieren entre sí en una constante de proporcionalidad que es la varianza (en este caso, la autocovarianza de orden {\displaystyle k>0}).

### Estadística
En estadística, la autocorrelación de una serie temporal discreta de un proceso {\displaystyle X_{t}} no es más que la correlación de dicho proceso con una versión rezagada en el tiempo de la propia serie temporal.
Si {\displaystyle X_{t}} representa un proceso estacionario de segundo orden con un valor esperado {\displaystyle \mu }; se define entonces:
{\displaystyle R(k)={\frac {E[(X_{i}-\mu )(X_{i-k}-\mu )]}{\sigma ^{2}}}}
donde {\displaystyle E} es el valor esperado y {\displaystyle k} el rezago temporal considerado (normalmente denominado desfase). Esta función varía dentro del rango [−1, 1], donde 1 indica una correlación perfecta (la señal se superpone perfectamente tras un desplazamiento temporal de {\displaystyle k}) y −1 indica una anticorrelación perfecta. Es una práctica común en muchas disciplinas el abandonar la normalización por {\displaystyle \sigma ^{2}} y utilizar los términos autocorrelación y autocovarianza de manera intercambiable.

### Procesamiento de señales
En el campo de procesamiento de señales, dada una señal temporal {\displaystyle f(t)}, la autocorrelación continua {\displaystyle R_{f}(\tau )} es la correlación continua cruzada de {\displaystyle f(t)} consigo mismo tras un desfase {\displaystyle \tau }, y se define como:
{\displaystyle R_{f}(\tau )=f^{*}(-\tau )\circ f(\tau )=\int _{-\infty }^{\infty }f(t+\tau )f^{*}(t)\,dt=\int _{-\infty }^{\infty }f(t)f^{*}(t-\tau )\,dt}
donde {\displaystyle f^{*}} representa el conjugado complejo y el círculo representa una convolución. Para una función real, {\displaystyle f^{*}=f}.
Formalmente, la autocorrelación discreta {\displaystyle R} con un desfase {\displaystyle j} para una señal {\displaystyle x_{n}} es
{\displaystyle R(j)=\sum _{n}(x_{n}-m)(x_{n-j}-m)\,}
donde {\displaystyle m} es el valor esperado de {\displaystyle x_{n}}. 
Frecuentemente las autocorrelaciones se calculan para señales centradas alrededor del cero, es decir con un valor principal de cero. En ese caso la definición de la autocorrelación viene dada por:
{\displaystyle R(j)=\sum _{n}x_{n}x_{n-j}.\,}
Las autocorrelaciones multidimensionales pueden definirse de manera similar. Por ejemplo, en tres dimensiones puede definirse la autocorrelación de una función como:
{\displaystyle R(j,k,\ell )=\sum _{n,q,r}(x_{n,q,r}-m)(x_{n-j,q-k,r-\ell }-m).}

## Propiedades
Definiremos las propiedades de la autocorrelación unidimensional. La mayoría de sus propiedades son extensibles fácilmente a los casos multidimensionales.
- Simetría: {\displaystyle R(i)=R(-i)},

- La función de autocorrelación alcanza un valor máximo en el origen, donde alcanza un valor real. El mismo resultado puede encontrarse en el caso discreto.

- Como la autocorrelación es un tipo específico de correlación mantiene todas las propiedades de la correlación.

- La autocorrelación de una señal de ruido blanco tendrá un fuerte pico en {\displaystyle \tau =0} y valores cercanos a cero y sin ninguna estructura para cualquier otro {\displaystyle \tau };.  Esto muestra que el ruido blanco carece de periodicidad.

- Según el teorema de Wiener-Khinchin, la función de autocorrelación es la transformada inversa de Fourier de la densidad espectral:

{\displaystyle R(\tau )=\int _{-\infty }^{\infty }S(f)e^{j2\pi f\tau }\,df}
Igualmente, el espectro se relaciona con la función de autocorrelación:
{\displaystyle S(f)=\int _{-\infty }^{\infty }R(\tau )e^{-j2\pi f\tau }\,d\tau .}
La consecuencia es que la señal puede expresarse indistintamente en el dominio del tiempo ({\displaystyle t}) o el dominio de las frecuencias ({\displaystyle f}), al existir esta correspondencia entre ambos, y entendiendo que la señal está completamente determinada a partir del total de sus momentos o del total de sus frecuencias.

## En Mecánica de los Fluidos

### Turbulencia

En la gráfica se muestran 100 puntos aleatorios basados en una función sinusoidal y debajo la autocorrelación de la serie

A pesar de que el campo de velocidad instantáneo {\displaystyle u(x,t)}  exhibe un comportamiento aleatorio e impredecible, es afortunadamente posible discernir cantidades estadísticas distintas tales como los valores promedio. Esta importante característica de las fluctuaciones refleja la existencia de escalas características de correlación estadística. Por consiguiente, necesitamos introducir algunas mediciones útiles de las diferentes escalas que describen el estado de los flujos turbulentos. Con este fin, existen 2 medidas comúnmente usadas:
- La función de autocorrelación de la velocidad.
- El espectro energético.

En orden de extraer información estadística del flujo, la velocidad instantánea {\displaystyle \mu } se transforma en un valor medio {\displaystyle {\bar {\mu }}} y en un valor fluctuante como se muestra:
{\displaystyle u={\bar {u}}+{\acute {u}}}
Donde: {\displaystyle {\acute {\mu }}} es el componente aleatorio del movimiento y consiste en cualquier instante, de colecciones aleatorias de vórtices. La operación realizada arriba puede ser vista como una separación de escala entre el medio y el campo fluctuante.
La función espacio-temporal de correlación se expresa de la siguiente forma:
{\displaystyle R{\big (}x,{\acute {x}},t,{\acute {t}}{\big )}={\frac {\bar {{\acute {u}}{\big (}x,t{\big )}{\acute {u}}{\big (}{\acute {x}},{\acute {t}}{\big )}}}{\bar {{\acute {u}}{\big (}x,t{\big )}{\acute {u}}{\big (}{\acute {x}},{\acute {t}}{\big )}}}}}
En caso de un flujo homogéneo estadísticamente estacionario, las funciones de autocorrelación (tanto en espacio como en tiempo), pueden expresarse como:
{\displaystyle R{\big (}\xi ,t_{0}{\big )}={\frac {\bar {{\acute {u}}{\big (}x,t_{0}{\big )}{\acute {u}}{\big (}x+\xi ,t_{0}{\big )}}}{\bar {{\acute {u}}{\big (}x,t_{0}{\big )}{\acute {u}}{\big (}x,t_{0}{\big )}}}}}
{\displaystyle R{\big (}x_{0},\tau {\big )}={\frac {\bar {{\acute {u}}{\big (}x_{0},t{\big )}{\acute {u}}{\big (}x_{0},t+\tau {\big )}}}{\bar {{\acute {u}}{\big (}x_{0},t{\big )}{\acute {u}}{\big (}x_{0},t{\big )}}}}}
Donde: {\displaystyle \xi ={\acute {x}}-x,\tau ={\acute {t}}-t} y {\displaystyle x_{0}} y respectivamente {\displaystyle t_{0}} denotan localizaciones (respectivamente un instante dado).
La integral espacial y la escala temporal, se definen como:
{\displaystyle L=\int _{0}^{\infty }R(x,\tau )dr}
{\displaystyle T=\int _{0}^{\infty }R(\xi ,t)d\xi }

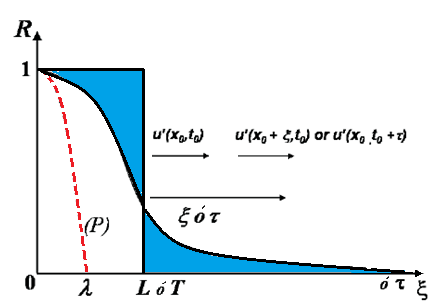
Forma de la función de autocorrelación para un flujo turbulento y escala de Taylor. Las 2 superficies azules, poseen áreas iguales.

La escala integral de la turbulencia {\displaystyle L} provee una medida de la extensión de la región sobre la cual las velocidades están correlacionadas aproximadamente (ej.: el tamaño de los remolinos que llevan la energía del movimiento turbulento). Similarmente {\displaystyle T} provee una medida de la duración temporal sobre la cual las velocidades se mantienen correlacionadas (ej.: la duración de las vueltas de los torbellinos). Por razones obvias, la integral {\displaystyle T} es comúnmente llamada la integral de escala de tiempo de Euler. Así mismo al realizársele la transformada de Fourier a la función de autocorrelación, obtenemos la distribución energética presente en el espectro turbulento.

## Aplicaciones
- Una de las aplicaciones de la autocorrelación es la medida de espectros ópticos y en especial la medida de pulsos muy cortos de luz.

- En óptica, la autocorrelación normalizada y la correlación cruzada proporcionan el grado de coherencia de un campo electromagnético.

- En el procesado de señal, la autocorrelación proporciona información sobre las periodicidades de la señal y sus frecuencias características como los armónicos de una nota musical producida por un instrumento determinado (tono y timbre).